# Tournoi de clôture du championnat du Paraguay de football 2023
Navigation
Tournoi précédent Tournoi suivant

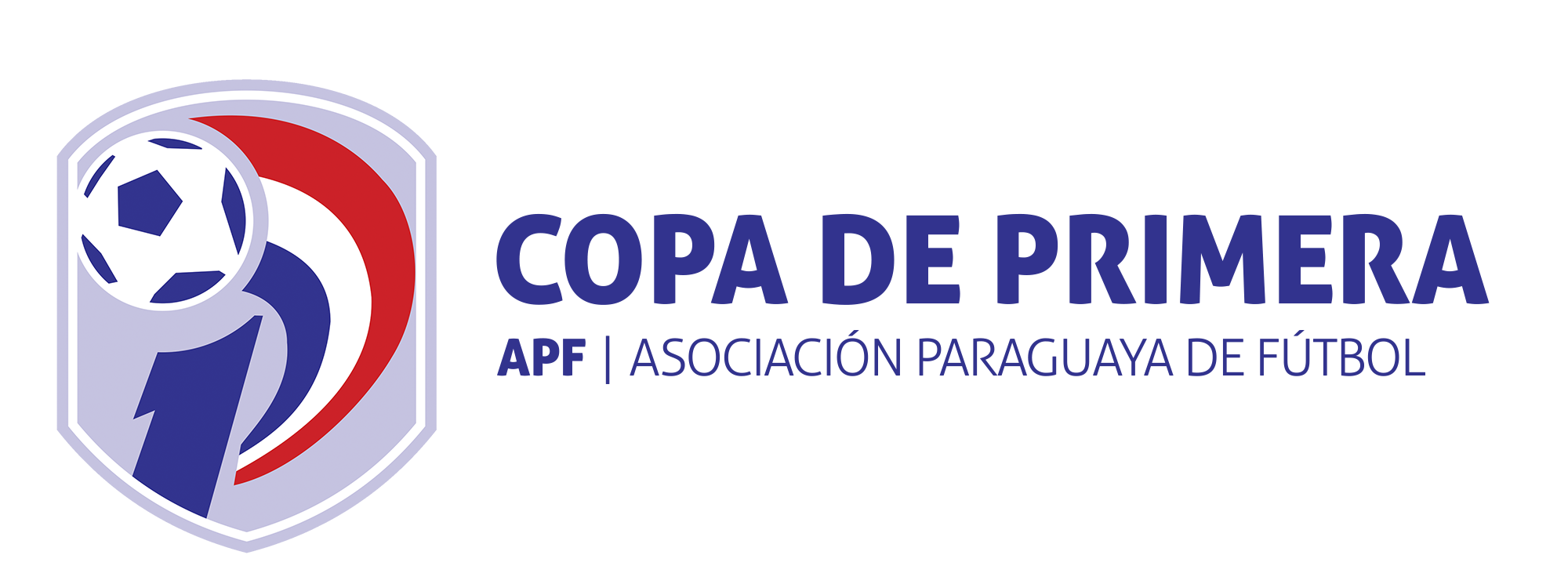
Logo de la Copa de Primera

Le tournoi de clôture de la saison 2023 du Championnat du Paraguay de football est le deuxième tournoi semestriel de la cent-vingt-neuvième saison du championnat de première division au Paraguay. La saison est scindée en deux tournois saisonniers qui délivrent chacun un titre de champion. Les douze clubs participants sont réunis au sein d'une poule unique où ils affrontent leurs adversaires deux fois. À l’issue de la saison, un classement cumulé des trois dernières années permet de déterminer les deux clubs relégués en deuxième division.

## Qualifications continentales
Le vainqueur du tournoi d'ouverture est qualifié pour la Copa Libertadores 2024 avec le vainqueur du tournoi de clôture, deux autres places sont attribuées aux deux clubs les mieux classés dans le classement cumulé pour la phase de qualification. Les trois meilleurs clubs ne pouvant se qualifier pour la Copa Libertadores joueront la Copa Sudamericana 2024 et seront accompagnés par le vainqueur de la Coupe du Paraguay 2023.

## Les clubs participants
- Club Olimpia
- Cerro Porteño
- Club Libertad
- Club Guaraní
- Club Sportivo Luqueño
- Club Sportivo Trinidense
- Club Nacional
- Guaireña Fútbol Club
- Club Sportivo Ameliano
- Club General Caballero
- Resistencia Sport Club
- Tacuary FC

## Compétition
Le barème utilisé pour établir le classement est le suivant :
- Victoire : 3 points
- Match nul : 1 point
- Défaite : 0 point

### Classement
| Rang | Équipe                   | Pts | J  | G  | N  | P  | Bp | Bc | Diff |
| ---- | ------------------------ | --- | -- | -- | -- | -- | -- | -- | ---- |
| 1    | Club Libertad T          | 48  | 22 | 14 | 6  | 2  | 45 | 14 | +31  |
| 2    | Cerro Porteño            | 40  | 22 | 10 | 10 | 2  | 41 | 21 | +20  |
| 3    | Club Nacional            | 32  | 22 | 8  | 8  | 6  | 33 | 23 | +10  |
| 4    | Club Guaraní             | 32  | 22 | 9  | 5  | 8  | 20 | 29 | -9   |
| 5    | Club Olimpia             | 31  | 22 | 8  | 7  | 7  | 28 | 26 | +2   |
| 6    | Tacuary FC               | 29  | 22 | 7  | 8  | 7  | 24 | 29 | -5   |
| 7    | Club Sportivo Trinidense | 27  | 22 | 7  | 6  | 9  | 34 | 35 | -1   |
| 8    | Club Sportivo Ameliano   | 27  | 22 | 8  | 3  | 11 | 32 | 34 | -2   |
| 9    | Club General Caballero   | 25  | 22 | 6  | 7  | 9  | 18 | 24 | -6   |
| 10   | Club Sportivo Luqueño    | 24  | 22 | 6  | 6  | 10 | 24 | 28 | -4   |
| 11   | Guaireña Fútbol Club     | 24  | 22 | 6  | 6  | 10 | 29 | 41 | -12  |
| 12   | Resistencia Sport Club   | 19  | 22 | 5  | 4  | 13 | 20 | 44 | -24  |

|  | Qualification pour la Copa Libertadores 2024.        |
|  | T : Tenant du titre P : Promu de División Intermedia |

- Le Club Libertad remporte son 24e titre de champion[2].

### Classement cumulé
Le classement cumulé regroupe les résultats du tournoi d'ouverture 2023 et du tournoi de clôture. Club Libertad, le champion du tournoi d'ouverture est assuré de participer à la Copa Libertadores 2024, l'autre place du champion du tournoi de clôture et donnée au deuxième. Deux autres places pour la phase de qualification sont données aux deux meilleures équipes non qualifiés du classement cumulé. Les quatre équipes suivantes se qualifient pour la Copa Sudamericana 2024 (Libertad étant également le vainqueur de la Coupe du Paraguay 2023).
| Rang | Équipe                   | Pts | J  | G  | N  | P  | Bp | Bc | Diff |
| ---- | ------------------------ | --- | -- | -- | -- | -- | -- | -- | ---- |
| 1    | Club Libertad T C        | 99  | 44 | 30 | 9  | 5  | 84 | 29 | +55  |
| 2    | Cerro Porteño            | 81  | 44 | 21 | 18 | 5  | 81 | 50 | +31  |
| 3    | Club Sportivo Trinidense | 65  | 44 | 18 | 11 | 15 | 68 | 56 | +12  |
| 4    | Club Nacional            | 65  | 44 | 17 | 14 | 13 | 56 | 44 | +12  |
| 5    | Club Guaraní             | 65  | 44 | 17 | 14 | 13 | 49 | 53 | -4   |
| 6    | Club Olimpia             | 62  | 44 | 16 | 14 | 14 | 60 | 52 | +8   |
| 7    | Club Sportivo Ameliano   | 57  | 44 | 15 | 12 | 17 | 59 | 62 | -3   |
| 8    | Club Sportivo Luqueño    | 51  | 44 | 12 | 15 | 17 | 51 | 56 | -5   |
| 9    | Club General Caballero   | 49  | 44 | 12 | 13 | 19 | 39 | 52 | -13  |
| 10   | Tacuary FC               | 44  | 44 | 11 | 11 | 22 | 40 | 60 | -20  |
| 11   | Guaireña Fútbol Club     | 41  | 44 | 9  | 14 | 21 | 44 | 72 | -28  |
| 12   | Resistencia Sport Club   | 36  | 44 | 9  | 9  | 26 | 34 | 79 | -45  |

|  | Qualification pour la Copa Libertadores 2023.        |
|  | Qualification pour la Copa Sudamericana 2023.        |
|  | T : Tenant du titre P : Promu de División Intermedia |

- Les deux places de relégations sont déterminées par un coefficient calculé sur les trois dernières saisons.